# ハイサイウキミソーチ 今日もミークハヤーは故郷の民謡で
『ハイサイウキミソーチ 今日もミークハヤーは故郷の民謡で』は、極東放送→エフエム沖縄で放送されていたラジオ番組。

## 概要
沖縄返還前の1968年4月2日に極東放送の日曜日を除く放送開始時間が6:55から6:00に繰り上がったことに伴い『農漁村の皆様へ』としてスタート。放送開始当時の放送時間は月 - 土曜 6:05 - 6:40。沖縄返還後の1972年10月16日に『ハイサイウキミソーチ お早う!農漁村の皆さん』へとタイトルをリニューアル。その当時は毎日 6:10 - 7:00での放送となっていた。
このタイトルはもちろんウチナーグチであり、「ハイサイ ウキミソーチ」は「どうも おはようございます」、「ミークハヤー（ミークファヤー）」は「目覚まし」を意味する言葉である。
放送時間やタイトルのリニューアル、極東放送からエフエム沖縄に移行した後も番組は継続されたが、放送時間が短縮、土曜日は『ハイサイウキミソーチ スペシャル』になった。
1986年春には吉田安盛・盛和子夫妻が番組を降板し、ラジオ沖縄の番組に移籍する。半年後に番組終了。

## 放送時間
極東放送
- ～1980年代前半:月曜日～日曜日06:00-07:00
- 1980年代前半～1984年8月31日:月曜日～土曜日06:00-07:00[4]。

エフエム沖縄
- 1984年9月～1985年9月:火曜日～土曜日06:00-06:25
- 1985年10月～1986年2月:火曜日～土曜日05:00-05:30
- 1986年2月～1986年9月30日:火曜日～土曜日05:30-06:00

1980年前半までは日曜日も放送されていた。(のちに「民謡ワイド・スペシャル」に移行、パーソナリティは山城興松。)

## パーソナリティ
- 吉田安盛・盛和子
- 山城興松

## コーナー
- 昔よもやま話